# Hideshi Matsuda
Hideshi Matsuda (jap. 松田秀士 Matsuda Hideshi; ur. 22 listopada 1954 w Kōchi) – japoński kierowca wyścigowy.

## Kariera
Matsuda rozpoczął karierę w międzynarodowych wyścigach samochodowych w 1981 roku od startów w Japońskiej Formule 3. Z dorobkiem 58 punktów został sklasyfikowany na piątej pozycji w klasyfikacji generalnej. W późniejszych latach Japończyk pojawiał się także w stawce Grand Prix Makau, Japońskiej Formuły 2, All Japan Sports-Prototype Championship, World Sports-Prototype Championship, World Touring Car Championship, All Japan Sports Prototype Car Endurance Championship, Japońskiej Formuły 3000, Asia-Pacific Touring Car Championship, Japanese Touring Car Championship, Sportscar World Championship, IMSA Camel GTP Championship, All Japan GT Championship, Champ Car, Indy Racing League, FIA GT Championship, Japanese Touring Car Championship, Super GT, 1000 km Suzuka, 24-godzinnego wyścigu Le Mans oraz 24h Nürburgring.

## Wyniki w 24h Le Mans
| Rok  | Zespół              | Partnerzy                         | Samochód            | Klasa  | Okr. | Poz. | Klasa Pos. |
| ---- | ------------------- | --------------------------------- | ------------------- | ------ | ---- | ---- | ---------- |
| 2001 | Dick Barbour Racing | Didier de Radiguès Sascha Maassen | Reynard 01Q-LM-Judd | LMP675 | 95   | NU   | NU         |